# 頓智
『頓智』（とんち）は、筑摩書房から刊行されていた月刊誌である。
創刊号は1995年10月号であり、「開かれた好奇心をたよりに、世の中の森羅万象を明るく元気に読む。いまの時代を、軽やかに走り抜ける。」と巻頭で宣言し、実売部数は当初65000部を超えたというが、それが最高で、1996年7月号をもって「休刊」した。
編集長は、松田哲夫であった。

## 各号の特集
- 1995年10月号 談論風発・頓智開店/筒井康隆追悼リハーサル座談会・インタビュー
- 1995年11月号 邱永漢・大人の哲学/80年代に何が起こった!?
- 1995年12月号 楽して生きる道
- 1996年1月号 テリー伊藤の小予言/「漫画頓智」創刊号
- 1996年2月号 にぎやかベトナム大図鑑
- 1996年3月号 花も実もある本屋さん特集
- 1996年4月号 愛さずにはいられない!!
- 1996年5月号 自分を探す哲学
- 1996年6月号 アジアが呼んでいる
- 1996年7月号 バブルの国の物語